# Hege Bøkko
Hege Bøkko (* 5. September 1991 in Hønefoss) ist eine norwegische Eisschnellläuferin und Schwester des Eisschnellläufers Håvard Bøkko.

## Werdegang
Bøkko, die für Hol IL startet, begann im Alter von sechs Jahren mit dem Eisschnelllauf. 2008 startete die Norwegerin erstmals im Eisschnelllauf-Weltcup. Ihre ersten Erfolge sammelte Bøkko bei den Norwegischen Einzelstrecken-Meisterschaften 2009. Dabei gewann sie die Titel über 500 und 1000 Meter sowie jeweils Bronze über 1500 und 5000 Meter. Daraufhin nahm sie wenig später an den Eisschnelllauf-Juniorenweltmeisterschaften 2009 in Zakopane teil, wo ihr über die 1000-Meter-Distanz der Gewinn der Silbermedaille gelang. Im folgenden Jahr gewann sie bei den Norwegischen Meisterschaften erneut die Titel über 500 und 1000 Meter und sicherte sich zudem auch den über 1500 Meter. In Hamar gewann sie außerdem Bronze über die 3000 Meter.
Bei den Mehrkampfweltmeisterschaften 2010 in Heerenveen war der 13. Platz in der Gesamtwertung Bøkkos bestes Resultat. Zudem stellte sie über 500 Meter mit 39,46 Sekunden und über 3000 Meter mit 4.14,90 zwei neue Norwegische Junioren-Rekorde und damit auch gleichzeitig neue persönliche Bestleistungen auf. Bei den Olympischen Winterspielen 2010 in Vancouver wurde sie über die 1000 Meter Zehnte, bevor sie über 1500 Meter am Ende den 14. Platz belegte. Seit der Saison 2010/2011 startet Bøkko in der A-Gruppe im Eisschnelllauf-Weltcup.
Bei der Eisschnelllauf-Sprintweltmeisterschaft 2011 in Heerenveen erreichte sie Rang 25 über die 500-Meter-Distanz. Über 100 Meter lag sie am Ende zeitgleich mit der Japanerin Maki Tsuji auf Rang 16. Über 1500 Meter schloss sie die Weltmeisterschaft als Neunte ab. Auch an den Eisschnelllauf-Juniorenweltmeisterschaften 2011 in Seinäjoki nahm Bøkko noch einmal teil und gewann Silber über 1000 Meter hinter Karolína Erbanová und Bronze über 1500 Meter.
Bei den Norwegischen Meisterschaften 2011 wurde Bøkko ihrer Favoritenrolle erstmals nicht gerecht und gewann keinen Titel. Lediglich die Silbermedaillen über 1000 und 1500 Meter sowie Bronze über 500, 3000 und 5000 Meter konnte sie gewinnen. Auch 2012 blieb sie ohne nationale Medaille. Bei der Eisschnelllauf-Mehrkampfweltmeisterschaft 2012 in Moskau lief Bøkko auf den 12. Platz über 500 Meter. Über 1500 lief sie auf Rang 13 bevor sie über die 3000 Meter auf Platz 19 landete.
Bei den Olympischen Winterspielen 2014 in Sotschi kam Bøkko über 1500 Meter nur auf einen enttäuschenden 33. Platz. In der Teamverfolgung über sechs Runden belegte sie mit ihren Teammitgliedern am Ende Rang sieben. Zuvor gelang ihr bei der Eisschnelllauf-Sprintweltmeisterschaft 2014 in Nagano über die 500 Meter nur zweimal der 24. und damit letzte Rang. Über 1000 Meter belegte sie die Plätze 19 und 17. Bei den Norwegischen Meisterschaften im gleichen Jahr sicherte sich Bøkko Silber über die 1000-Meter-Distanz. Außerdem gewann sie Bronze über 500 Meter.

## Erfolge

### Olympische Winterspiele
| Weltmeisterschaft | 500 m | 1000 m | 1500 m | 3000 m | 5000 m | Verfolgung | Gesamt |
| ----------------- | ----- | ------ | ------ | ------ | ------ | ---------- | ------ |
| 2010 Vancouver    | –     | 10.    | 14.    | –      | –      | –          | –      |
| 2014 Sotschi      | –     | –      | 33.    | –      | –      | 7.         | –      |

### Weltmeisterschaften
| Weltmeisterschaft              | 500 m   | 1000 m  | 1500 m | 3000 m | 5000 m | Verfolgung | Gesamt |
| ------------------------------ | ------- | ------- | ------ | ------ | ------ | ---------- | ------ |
| Sprint 2009 Moskau             | 25./27. | 23./20. | –      | –      | –      | –          | –      |
| Mehrkampf 2010 Heerenveen      | 5.      | –       | 9.     | 16.    | –      | –          | –      |
| Sprint 2011 Heerenveen         | 25./16. | 27./22. | –      | –      | –      | –          | –      |
| Mehrkampf 2011 Calgary         | 6.      | –       | 17.    | 21.    | –      | –          | –      |
| Einzelstrecken 2011 Inzell     | –       | 11.     | 9.     | –      | –      | –          | –      |
| Mehrkampf 2012 Moskau          | 12.     | –       | 13.    | 19.    | –      | –          | –      |
| Einzelstrecken 2012 Heerenveen | –       | –       | 12.    | 21.    | –      | –          | –      |
| Sprint 2014 Nagano             | 24./24. | 19./17. | –      | –      | –      | –          | –      |

## Persönliche Bestleistungen
| Distanz | Zeit    | Datum      | Bahn              | Ort                 |
| ------- | ------- | ---------- | ----------------- | ------------------- |
| 500 m   | 39,05   | 12.02.2011 | Olympic Oval      | Calgary, Kanada     |
| 1000 m  | 1:16,43 | 13.12.2009 | Utah Olympic Oval | Salt Lake City, USA |
| 1500 m  | 1:57,91 | 13.02.2011 | Olympic Oval      | Calgary, Kanada     |
| 3000 m  | 4:12,81 | 12.02.2011 | Olympic Oval      | Calgary, Kanada     |
| 5000 m  | 7:42,10 | 06.11.2011 | Sørmarka Arena    | Stavanger, Norwegen |